# Hongō-sanchōme (metropolitana di Tokyo)
La Stazione di Hongō-Sanchōme (本郷三丁目駅?, Hongō-Sanchōme-eki) è una stazione della Metropolitana di Tokyo e si trova nel quartiere di Bunkyō. Essa serve le linee Marunouchi della Tokyo Metro e Ōedo della Toei. Le due linee tuttavia non sono collegate sottoterra, ed è necessario uscire in superficie. Per questo è più conveniente effettuare l'interscambio alla stazione di Kōrakuen.